# Cameraria mendocinensis
Cameraria mendocinensis là một loài bướm đêm thuộc họ Gracillariidae. Nó được tìm thấy ở Hoa Kỳ (California).
Chiều dài cánh trước là 3.5–4 mm.
Ấu trùng ăn Quercus garryana và Quercus lobata. Chúng ăn lá nơi chúng làm tổ.